# Condado de Pike (Ohio)
O Condado de Pike é um dos 88 condados do Estado americano de Ohio. A sede do condado é Waverly, e sua maior cidade é Waverly. O condado possui uma área de 1 150 km² (dos quais 6 km² estão cobertos por água), uma população de 27 695 habitantes, e uma densidade populacional de 24 hab/km² (segundo o censo nacional de 2000). O condado foi fundado em 1815.